# Kris Morlende
Kris Morlende (Brazzaville, 28 settembre 1979) è un ex cestista della Repubblica del Congo.
È il fratello di Paccelis Morlende.